# لوكاس بودير
لوكاس بودير (بالألمانية: Lukas Boeder)‏ (مواليد 18 أبريل 1997) هو لاعب كرة قدم ألماني يجيد اللعب في مركزقلب الدفاع ويلعب أيضًا كلاعب خط وسط دفاعي  ، ويلعب حاليًا لنادي باير ليفركوزن الألماني.

## روابط خارجية
- لوكاس بودير على موقع الاتحاد الأوربي (الإنجليزية)
- لوكاس بودير على موقع قاعدة بيانات كرة القدم.إي يو (الإنجليزية)
- لوكاس بودير على موقع Soccerway.com (الإنجليزية)
- لوكاس بودير على موقع عالم كرة القدم.نت (الإنجليزية)
- لوكاس بودير على موقع AS.com (الإسبانية)
- Lukas Boeder